# Henry Dorling
Henry Dorling, mort le 20 mars 1873, est le premier directeur de course de l'hippodrome d'Epsom Downs et le beau-père de l'écrivaine culinaire Isabella Beeton.

## Biographie
Le père de Dorling était libraire à Epsom, et Henry est apprenti chez un imprimeur, retournant à Epsom en 1834 pour rejoindre l'entreprise de son père, où il imprime des cartes de course avant de devenir le premier directeur des courses en 1840. En 1845, il loue la tribune pour 1 000 £ par an à la Epsom Grand Stand Association, qui la dirigeait à perte. Il déplace ses activités d'impression dans le sous-sol du stand, aménage un nouvel hippodrome en 1847 et agrandit le stand.
Dorling épouse sa première femme, Emily, avant de retourner à Epsom en 1834. Après la mort de sa première femme, il épouse Elizabeth Mayson en 1843. Il a deux fils et deux filles par sa défunte épouse Emily, et Mayson a trois filles (l’aînée étant Isabella Beeton) et un fils. Ils ont ensuite eu treize autres enfants.Cette grande famille vit la majeure partie de l'année dans la tribune de l'hippodrome d'Epsom, avec la mère d'Elizabeth, les enfants étant envoyés à Brighton les jours de course. Elizabeth meurt en 1871 et est la première personne enterrée dans le nouveau cimetière municipal d'Epsom : alors qu'une tombe ordinaire aurait coûté une livre onze shillings et six pence, Dorling paie sept livres, sept shillings et six pence pour la tombe de sa femme.
La National Portrait Gallery a une peinture à l'aquarelle Les enfants de Benjamin et Elizabeth Mayson, 1848, qui est "attribuée à Henry Dorling"; ces enfants auraient été ses beaux-enfants, la future Mme Beeton et ses frères et sœurs.
En 1851, le père de Dorling, William, prend sa retraite et Dorling déménage avec sa famille à Ormonde House, dans la High Street d’Epsom, où il dirige une librairie et une bibliothèque. Au moment de sa mort en 1873, la maison de Dorling était la Stroud Green House à Croydon, là où se trouve aujourd’hui Ashburton Park,.
Dans son testament, Dorling a laissé « 20 actions entièrement libérées de 20 £ dans la Epsom Grand Stand Association » à chacun de ses fils, Henry Mayson Dorling et Edward Jonathan Dorling, et partagé ses biens entre tous ses enfants biologiques ou par alliance. La valeur des biens est inférieure à 80 000 £.

## Postérité
Dans le drame de la BBC The Secret Life of Mrs Beeton, diffusé en 2006, Henry Dorling a été joué par Jim Carter.